# Селачка (Зајечар)
Селачка је насељено место града Зајечара у Зајечарском округу. Према попису из 2022. било је 114 становника (према попису из 1991. било је 396 становника).
Смештено је 25 km југоисточно од града Зајечара, на обронцима Старе планине.
Претпоставља се да назив села потиче од честих промена месног положаја - "село" које се стално сели. Првобитно географско име било је Селачко Село. У атару села се налази манастир Суводол, подигнут на темељима старог манастира који спада у најстарије (вероватно из 14. века) манастире у Тимочкој Крајини.

## Историја
Селачка није била активна у Другом српском устанку, али је опет много претрпела, поред патњи људи, Турци су им наметнули веће глобе и кулуке. Дошло је 10. маја 1833. године до сељачке побуне због великих намета, која се раширила у Крајини и Кључу. По читавој Тимочкој крајини наоружани народ је убијао Турке и пљачкао им куће и ханове. Запаљен је тада и Нови Хан (Краљево Село), а његовог заповедника субашу Омера, убио је Петар Арнаутин из Селачке. Устанак народа је имао велики значај, јер је турски заповедник Реис Ефендија био приморан - пристао да се Турци иселе из Тимочке крајине.
По управно-административној подели државе Србије, јуна 1901. године, образована је општина Мало-изворска, у којој је била и Селачка. Међутим, августа 1902. године по молби становника Боровца и Селачке дошло је до осамостаљивања њихових општина. До тада су та села била у саставу општине Мало-изворске са седиштем у Малом Извору. Тада је поново постала општина Селачка.
Било је место 1898. године без пароха; припадало је манастиру Суводолу.
Општина Селачка је 1898. године постала члан-помагач Српског Пољопривредног друштва у Београду.
Током лета 1913. године опљачкали су бугарски војници село Селачку, и отерали сву стоку.
У међуратном времену Селачка је врло напредно место, у којем цвета друштвени живот. Године 1937. помињу се у њему друштва и удружења: Земљорадничко-набављачка задруга, Народна сеоска читаоница (са великом и пробраном књижницом), Соколска чета (једна од најјачих у срезу Тимочком), Певачко друштво и Сеоско дилетантско позориште (које приређује представе са националним репертоаром).
Постављен је 1920. године у Селачки учитељ Милорад Павловић, из суседног места Малог Извора. Две године касније 1922. ту ради учитељица Јелисавета Мариновић. Учитељ у месту 1936. године Војислав Милановић похађао је годину дана у Београду, Вишу педагошку школу. Исте 1936. године помињу се у Селачки учитељи супружници Петровићи, Светозар и Мирослава, који су премештени из Бозовика. Одлуком министра просвете било је 1938. године затворено Друго одељење Државне народне школе у Селачки. Исто одељење је отворено 1929. године, у њему ће радити учитељица Милена К. Драгићевић.

## Демографија
У насељу Селачка живи 247 пунолетних становника, а просечна старост становништва износи 56,3 година (54,8 код мушкараца и 57,5 код жена). У насељу има 115 домаћинстава, а просечан број чланова по домаћинству је 2,32.
Ово насеље је великим делом насељено Србима (према попису из 2002. године), а у последња три пописа, примећен је пад у броју становника.
|  |

| Демографија | Демографија | Демографија |
| Година      | Становника  | Становника  |
| ----------- | ----------- | ----------- |
| 1948.       | 997         |             |
| 1953.       | 947         |             |
| 1961.       | 891         |             |
| 1971.       | 730         |             |
| 1981.       | 613         |             |
| 1991.       | 396         | 387         |
| 2002.       | 275         | 276         |

| Етнички састав према попису из 2002.‍ | Етнички састав према попису из 2002.‍ | Етнички састав према попису из 2002.‍ | Етнички састав према попису из 2002.‍ | Етнички састав према попису из 2002.‍ |
| ------------------------------------ | ------------------------------------ | ------------------------------------ | ------------------------------------ | ------------------------------------ |
|                                      |                                      |                                      |                                      |                                      |
| Срби                                 | Срби                                 |                                      | 271                                  | 98,54%                               |
| Југословени                          | Југословени                          |                                      | 3                                    | 1,09%                                |
| Хрвати                               | Хрвати                               |                                      | 1                                    | 0,36%                                |
| непознато                            | непознато                            |                                      | 0                                    | 0,0%                                 |

| Година пописа     | 1948. | 1953. | 1961. | 1971. | 1981. | 1991. | 2002. |
| ----------------- | ----- | ----- | ----- | ----- | ----- | ----- | ----- |
| Број домаћинстава | 230   | 230   | 220   | 210   | 194   | 165   | 115   |

| Број чланова      | 1  | 2  | 3  | 4 | 5 | 6 | 7 | 8 | 9 | 10 и више | Просек |
| ----------------- | -- | -- | -- | - | - | - | - | - | - | --------- | ------ |
| Број домаћинстава | 36 | 47 | 14 | 6 | 4 | 6 | 1 | 1 | 0 | 0         | 2,32   |

| Пол    | Укупно | Неожењен/Неудата | Ожењен/Удата | Удовац/Удовица | Разведен/Разведена | Непознато |
| ------ | ------ | ---------------- | ------------ | -------------- | ------------------ | --------- |
| Мушки  | 112    | 18               | 80           | 11             | 3                  | 0         |
| Женски | 138    | 14               | 82           | 37             | 5                  | 0         |
| УКУПНО | 250    | 32               | 162          | 48             | 8                  | 0         |

| Пол    | Укупно                    | Пољопривреда, лов и шумарство | Рибарство                            | Вађење руде и камена | Прерађивачка индустрија       |
| ------ | ------------------------- | ----------------------------- | ------------------------------------ | -------------------- | ----------------------------- |
| Мушки  | 38                        | 15                            | 0                                    | 1                    | 4                             |
| Женски | 44                        | 17                            | 0                                    | 0                    | 15                            |
| УКУПНО | 82                        | 32                            | 0                                    | 1                    | 19                            |
| Пол    | Производња и снабдевање   | Грађевинарство                | Трговина                             | Хотели и ресторани   | Саобраћај, складиштење и везе |
| Мушки  | 0                         | 2                             | 3                                    | 1                    | 7                             |
| Женски | 0                         | 0                             | 0                                    | 0                    | 2                             |
| УКУПНО | 0                         | 2                             | 3                                    | 1                    | 9                             |
| Пол    | Финансијско посредовање   | Некретнине                    | Државна управа и одбрана             | Образовање           | Здравствени и социјални рад   |
| Мушки  | 0                         | 0                             | 1                                    | 1                    | 1                             |
| Женски | 0                         | 0                             | 0                                    | 1                    | 2                             |
| УКУПНО | 0                         | 0                             | 1                                    | 2                    | 3                             |
| Пол    | Остале услужне активности | Приватна домаћинства          | Екстериторијалне организације и тела | Непознато            | Непознато                     |
| Мушки  | 1                         | 0                             | 0                                    | 1                    | 1                             |
| Женски | 6                         | 0                             | 0                                    | 1                    | 1                             |
| УКУПНО | 7                         | 0                             | 0                                    | 2                    | 2                             |